# 麻花杜鹃
麻花杜鹃（学名：Rhododendron maculiferum sp. maculiferum）为杜鹃花科杜鹃花属下的一个亚种。

## 扩展阅读
- 維基物種上的相關：麻花杜鹃